# Suzanne Lenhart
Pour les articles homonymes, voir Lenhart.
Suzanne Marie Lenhart, née le 19 novembre 1954, est une mathématicienne américaine spécialisée dans les équations aux dérivées partielles.
Elle est professeure émérite de mathématiques à l'université du Tennessee, directrice adjointe pour l'éducation et la sensibilisation au National Institute for Mathematical and Biological Synthesis (en), et à temps partiel, chercheuse au Laboratoire national d'Oak Ridge.

## Formation et carrière
Lenhart a grandi à Louisville (Kentucky) et elle effectue ses études de premier cycle à l'université Bellarmine à Louisville, où Ralph Grimaldi l'encourage à se préparer pour des études supérieures en mathématiques et lui a donné un tutorat supplémentaire en théorie des nombres. Elle entame ses études supérieures à l'université du Kentucky, ne sachant pas dans quel domaine elle pourrait se spécialiser, mais dans sa deuxième année, elle choisit celui des équations aux dérivées partielles. Elle a complété son doctorat en 1981 sous la supervision de Lawrence C. Evans et a immédiatement pris un poste de professeure à l'université du Tennessee. Elle obtient un deuxième poste à temps partiel à Oak Ridge, en 1987.

## Prix et distinctions
Lenhart est AWM/MAA Falconer Lecturer en 1997, présidente de l'Association for Women in Mathematics de 2001 à 2003 et lauréate en 2010 de la Conférence Sofia Kovalevskaïa décernée par la Society for Industrial and Applied Mathematics (SIAM) conjointement avec l'Association for Women in Mathematics (AWM), « en reconnaissance de ses importants travaux de recherche dans les équations aux dérivées partielles, équations différentielles ordinaires, et en contrôle optimal ».
Elle a été élue fellow de l'Association américaine pour l'avancement des sciences en 2010, et est devenue professeure émérite en 2011.

## Sélection de publications

### Ouvrages
- Suzanne Lenhart et John T. Workman, Optimal Control Applied to Biological Models, Chapman & Hall/CRC, Boca Raton, FL, 2007, 280 p. (ISBN 978-1-58488-640-2, lire en ligne)[8].

- Erin N. Bodine, Suzanne Lenhart et Louis J. Gross, Mathematics for the Life Sciences, Princeton University Press, 2014, 640 p. (ISBN 978-1-4008-5277-2, lire en ligne)[9].

### Articles
- Suzanne M. Lenhart et Curtis C. Travis, « Global stability of a biological model with time delay », Proceedings of the American Mathematical Society, vol. 96, no 1,‎ 1986, p. 75–78 (DOI 10.2307/2045656, MR 813814).
- Denise Kirschner, Suzanne Lenhart et Steve Serbin, « Optimal control of the chemotherapy of HIV », Journal of Mathematical Biology, vol. 35, no 7,‎ 1997, p. 775–792 (DOI 10.1007/s002850050076, MR 1479338).
- K. Renee Fister, Suzanne Lenhart et Joseph Scott McNally, « Optimizing chemotherapy in an HIV model », Electronic Journal of Differential Equations,‎ 1998, No. 32, 12 (MR 1657195).
- E. Jung, S. Lenhart et Z. Feng, « Optimal control of treatments in a two-strain tuberculosis model », Discrete and Continuous Dynamical Systems, vol. 2, no 4,‎ 2002, p. 473–482 (DOI 10.3934/dcdsb.2002.2.473, MR 1921233).